# Monterey (Californië)
Monterey is een plaats (city) in de Amerikaanse staat Californië, en valt bestuurlijk gezien onder Monterey County.

## Demografie
Bij de volkstelling in 2000 werd het aantal inwoners vastgesteld op 29.674.
In 2006 is het aantal inwoners door het United States Census Bureau geschat op 28.803.

## Geografie
Volgens het United States Census Bureau beslaat de plaats een oppervlakte van 30,4 km², waarvan 21,9 km² land en 8,5 km² water. Monterey ligt aan de zuidkant van Baai van Monterey en op ongeveer 8 meter boven zeeniveau.

## Trivia
- De beroemde countryzanger Henry John Deutschendorf (John Denver) is bij de kust van Monterey neergestort, in een vliegtuig dat hij zelf bestuurde.
- Tijdens de Grote Depressie waren aan de plaatselijke Ocean View Avenue, bijgenaamd Cannery Row, veel inblikkerijen te vinden. John Steinbecks boek Een blik in Cannery Row speelt zich hier af.

## Geboren in Monterey
- Sammy Hagar (1947), zanger, gitarist
- Jean Bruce Scott (1956), actrice
- Tory Belleci (1970), MythBuster
- Scott Eastwood (1986), acteur en filmproducent (zoon van Clint Eastwood)
- Jeremy Sumpter (1989), acteur